# Stora Krokek
Stora Krokek är en by med sex gårdar i Ödeshögs kommun, Östergötland.
Stora Krokek utgörs av ett mantal och har en areal av 119 hektar.
Byn gränsar i norr till Stavreberg, i öster till Börstabol, i söder till Glasfall och Munkeryd samt i väster till Lilla Krokek. 
Krokek finns även på andra platser till exempel söder om Kolmården.
Den geometriska ägoavmätningen från 1638 visar en enkel kartskiss över kronohemmanet Stora Krokek. Där finns Östergärdet med fyra tunnor i utsäde och Västergärdet med 5 ¼ tunnor.

## Etymologi
Namnet kan liksom Lilla Krokek syfta på en krokig ek. Namnet kan också ha en djupare symbolisk betydelse särskilt som eken i äldre tider ansågs  helig.

## Skiftesförrättningar
Den ursprungliga ensamgården i Stora Krokek fick tidigt under 1700-talet två brukare. Senare blev det flera men något skifte genomfördes inte förrän 1794 genom storskiftet. Två skiften har genomförts i byn, nämligen storskiftet 1794 och laga skiftet 1851.
Vid storskiftet fanns fyra jordägare. Byn delades i två halvgårdar med två ägare till vardera av dessa. Den karta som upprättades 1795 visar att alla husen i byn låg väl samlade.
Vid laga skiftet 1851 fanns fem ägare av Stora Krokek. Det gamla torpet Gärdet bröts ut och fick bilda en egen gård. En utflyttning fick ske. Det var Jansagården, som då ägdes av Anders Jonsson. Han ålades att flytta sina hus till en ny tomt, 1 700 alnar norrut från den förra tomten, vilken låg några hundra meter norr om den gamla hustomten i byn. 

## Hemmansklyvning
Gårdsdelningen var dock inte avslutad. År 1899 företogs en hemmansklyvning. Två bröder, Anders Magnus och Karl Gustav Andersson delade då sin föräldragård. Ett 50-tal år efter laga skiftet byggdes därför nya hus på byns gamla hustomt.

## Torp

### Soldattorp
Soldattorpet låg i skogen uppe i byns norra utmarker sedan omkring 1680 då indelningsverket infördes. Den förste soldaten var Olof Persson Krok som värvades 1681 och den siste var Klas Persson Ferb som muckade 1906 efter 30 år som soldat.
Vid generalmönstring med femte kompaniet vid Första Livgrenadjärregementet på Malmen 18 juni 1806 kommenderades Petter Krok, 36 år, från Stora Krokek  till tjänstgöring i Pommern. Han hade då redan 16 tjänstgöringsår som livgrenadjär.

### Jonas Jakobssons torp
Detta torp låg i sydost nära gränsen mot Börstabol.

### Skräddaretorpet
Detta torp som fanns under åren 1850 - 1890 och beboddes av skräddaren Johan Alfred Jonsson och hans familj. Det låg på norrsluttningen av en ås, c:a 300 meter norr eller nordväst om soldattorpet. 

### Per Olanders torp
Det låg längst i norr, utmed och på västra sidan av vägen mot Stavreberg och alldeles invid gränsen. Där bodde Per Olander med sin familj från 1840-talet och fram till omkring 1910. Strax söder om hans torp låg från laga skiftet 1851 Jansagården. 

### Stubbetorpet
Detta torp låg strax söder eller sydväst om Jansagården. Det kanske låg där redan på 1600-talet och fram till omkring 1860. Där bodde Jöns Stubbe med sin familj fram till omkring 1767.

## Vid tinget

### Krokekaboar förbjudna att starta krog
År 1661 besvärade sig Jöns i Stava över att Per och Bengt i Krokek planerat att på sina ägor sätta upp ett torp som skulle bli krog för vägfarande. Han begärde att detta måtte nekas och anförde både att han inte ville bli störd av resande och att gästgivaren i Holkaberg skulle bli lidande, om denna lilla krog skulle byggas. 
Rätten beslutade att efter Gästgiveriordningens 25te stycke "vare det krokekaboar alldeles förbjudet" att uppsätta sådant torp. Detta var bara några år efter att gästgiveriet flyttats från Stava till Holkaberg.

### Böter för att ha besovit änka
År 1655 anklagades Per Larsson i Näteryd vid tinget för att han besovit änkan Elin på Krokeks ägor, vilket han inte kunde neka till. Han ville inte ingå äktenskap med henne och därför dömdes han att böta tre daler.

### Förlikt tvist
Vid tinget 1694 förekom en tvist mellan Per Svensson i Narbäck och 
Måns Larsson i Kopparp rörande ersättning för husröta i Lakarp. Tyres Nilsson och Per i Angseryd m.fl. åberopades av Per Svensson som vittnen i målet. Måns i Kopparp hävdade då att dessa båda var släkt med Per Svensson. Målet slutade med förlikning mellan Måns och Per.

### Tvist om täljyxa
Olof Olofsson på Klockargårdens ägor i Ödeshög hade till tinget 1696 instämt Måns Svensson Smed i Stora Krokek rörande en tälgyxa som Olof gett Måns till lagning. Måns hade blivit arbetslös och var förmodligen i ekonomiskt trångmål. Han sålde därför tälgyxan och fick tre daler kopparmynt för denna. Rätten beslutade att Måns Smed skulle  skaffa samma tälgyxa igen till Olof eller ersätta den med två daler  kopparmynt. Dessutom skulle han ersätta Olof med tre daler kopparmynt i rättegångskostnader.

#### Om organisten Håkan Jonsson
Organisten Håkan Jonsson dömdes 1678 till tre daler böter för det han givit Jon i Narbäck en blånad.
Från tinget 1682 har noterats att Jon i Krokek och sonen Håkan samt Hans Larsson Skytt på Sjöstorp dömdes att böta för slagsmål under roteringen i Ödesiö.
År 1683 var Håkan i farten igen. Han har slagit länsmannen Per 
Andersson i Bankaby en blånad i ansiktet. Han dömdes till dubbla böter till sex daler silvermynt efter det skedde 3:e dag jul.
Han fick även böta två kannor vin till sockenkyrkan för orolighet på helgdagen.
Av domboken för år 1688 framgår att organisten Håkan , haft köttslig förbindelse med sin salig hustru Brita Pedersdotters syster, Agneta Pedersdotter, vilket de båda tillstod. Hustrun hade dött i fjol sex veckor före midsommaren. Han hade levat ihop med sin hustru i sex år och de hade tre barn i livet. På fråga när han lägrat hustruns syster svarades att detta skett sju veckor före jul 1987 och att hon fött barn i Bartolomeiveckan. Hon var endast 20 år. 
Håkan hade varit organist i Ödeshög i nio år. Lägersmålet hade skett i Hålan i Stora Renemo, där han bott med sin familj hos sin svärmor i fem år. 
Ödeshögs socknemän talade mycket gott om Håkan och hans salig hustru och bad att han måtte förskonas till livet. Rätten kunde icke skona deras liv. Målet underställdes Göta hovrätt.

## Pest
1710 kom den orientaliska pesten till Sverige. I Ödeshögs socken dog 154 människor, därav 20 i Stavabygden. I 
Stora Krokek dog sju personer i denna sjukdom.